# Olivier Boumal
Olivier Boumal (17 de setembre de 1989) és un futbolista camerunès.

## Selecció del Camerun
Va debutar amb la selecció del Camerun el 2017. Va disputar 6 partits amb la selecció del Camerun.

## Estadístiques
| Selecció del Camerun | Selecció del Camerun | Selecció del Camerun |
| Anys                 | Partits              | Gols                 |
| -------------------- | -------------------- | -------------------- |
| 2017                 | 2                    | 0                    |
| 2018                 | 0                    | 0                    |
| 2019                 | 4                    | 0                    |
| Total                | 6                    | 0                    |